# Kelly Weekers
Kelly Weekers (Weert, 20 agosto 1989) è una modella olandese, eletta Miss Universo Paesi Bassi 2011 il 10 luglio 2011 presso il Hart van Holland di Nijkerk.
La Weevers, che ha partecipato al concorso in qualità di Miss Limburg, è stata scelta fra le dodici concorrenti del concorso, davanti a Jill de Robles e Jill Duijves, che invece sono state scelte per rappresentare i Paesi Bassi, rispettivamente a Miss Mondo e Miss Terra.
Al momento dell'incoronazione, Kelly Weekers era una studentessa della facoltà di psicologia e neuroscienze presso l'università di Maastricht. La modella olandese è alta un metro e ottanta, e prima del concorso aveva già lavorato come modella, sin dall'età di quindici anni, benché abbia dichiarato che la sua aspirazione sarebbe quella di lavorare nel campo dell'educazione per l'infanzia.
In quanto vincitrice del titolo di bellezza nazionale, Kelly Weekers ha rappresentato i Paesi Bassi in occasione di Miss Universo 2011, che si è tenuto a São Paulo, in Brasile, il 12 settembre 2011. Kelly Weekers è riuscita a classificarsi fra le prime sedici finaliste del concorso.